# 75e méridien est
En géographie, le 75e méridien est est le méridien joignant les points de la surface de la Terre dont la longitude est égale à 75° est.

## Géographie

### Dimensions
Comme tous les autres méridiens, la longueur du 75e méridien correspond à une demi-circonférence terrestre, soit 20 003,932 km. Au niveau de l'équateur, il est distant du méridien de Greenwich de 8 349 km,.
Avec le 105e méridien ouest, il forme un grand cercle passant par les pôles géographiques terrestres.

### Régions traversées
En commençant par le pôle Nord et descendant vers le sud au pôle Sud, Le 75e méridien est passe par:
| Coordonnées          | Pays, territoire ou mer | Notes |
| -------------------- | ----------------------- | --- |
| 90° 00′ N, 75° 00′ E | Océan Arctique          | |
| 81° 06′ N, 75° 00′ E | Mer de Kara             | Passe juste à l'est de l'Île Chokalski, Iamalie, Russie |
| 72° 52′ N, 75° 00′ E | Russie                  | Iamalie — Péninsule de Gydan |
| 72° 33′ N, 75° 00′ E | Golfe de l'Ob           | |
| 72° 10′ N, 75° 00′ E | Russie                  | Iamalie — Péninsule de Gydan |
| 69° 07′ N, 75° 00′ E | Estuaire de Taz         | |
| 68° 50′ N, 75° 00′ E | Russie                  | Iamalie Khantys-Mansis — à partir de 63° 03′ N, 75° 00′ E Oblast de Tioumen — à partir de 58° 42′ N, 75° 00′ E Oblast d'Omsk — à partir de 58° 31′ N, 75° 00′ E |
| 53° 48′ N, 75° 00′ E | Kazakhstan              | Passe par le Lac Balkhach |
| 42° 56′ N, 75° 00′ E | Kirghizistan            | |
| 40° 27′ N, 75° 00′ E | Chine                   | Xinjiang |
| 37° 31′ N, 75° 00′ E | Tadjikistan             | |
| 37° 17′ N, 75° 00′ E | Chine                   | Xinjiang |
| 37° 00′ N, 75° 00′ E | Pakistan                | Gilgit-Baltistan — revendiqué par l' Inde Azad Cachemire — à partir de 34° 47′ N, 75° 00′ E, revendiqué par l' Inde |
| 34° 39′ N, 75° 00′ E | Inde                    | Jammu-et-Cachemire — revendiqué par le Pakistan |
| 32° 28′ N, 75° 00′ E | Pakistan                | Pendjab |
| 32° 02′ N, 75° 00′ E | Inde                    | Pendjab Haryana— à partir de 29° 52′ N, 75° 00′ E Rajasthan — à partir de 29° 17′ N, 75° 00′ E Madhya Pradesh — à partir de 24° 53′ N, 75° 00′ E Maharashtra — à partir de 21° 35′ N, 75° 00′ E Karnataka — à partir de 16° 57′ N, 75° 00′ E Kerala — à partir de 12° 47′ N, 75° 00′ E Karnataka — à partir de 12° 45′ N, 75° 00′ E Kerala — à partir de 12° 44′ N, 75° 00′ E |
| 12° 27′ N, 75° 00′ E | Océan Indien            | |
| 60° 00′ S, 75° 00′ E | Océan Austral           | |
| 69° 03′ S, 75° 00′ E | Antarctique             | Territoire Antarctique australien, Revendications territoriales en Antarctique revendiqués par l' Australie |